# 쓰다 마사미
쓰다 마사미(津田雅美 츠다 마사미[*], 1970년 7월 9일 ~ )는 일본의 여성만화가이다. 일본 가나가와현에서 태어났다. 1993년 만화잡지 《라라》에 《만날 수 있어 좋았다》로 데뷔하였고 1996년 《그 남자 그 여자의 사정》을 연재하였으며 《그 남자 그 여자의 사정》은 《에반게리온》의 안노 히데아키 감독에 의해 애니화되었다. 2006년 《라라》에서 《eensy-weensy 몬스터》를 연재 중이다.